# Rubidiumhydrogensulfat
Rubidiumhydrogensulfat ist ein Rubidiumsalz der Schwefelsäure.

## Herstellung
Rubidiumhydrogensulfat kann durch Reaktion von stöchiometrischen Mengen von Rubidiumdisulfat und Wasser hergestellt werden.
{\displaystyle \mathrm {Rb_{2}S_{2}O_{7}+H_{2}O\longrightarrow 2\ RbHSO_{4}} }
Analog zur Synthese von Kalium- und Natriumhydrogensulfat kann Rubidiumhydrogensulfat aus Rubidiumchlorid und mäßig warmer, konzentrierter Schwefelsäure hergestellt werden. Als Nebenprodukt entsteht Chlorwasserstoff.
{\displaystyle \mathrm {H_{2}SO_{4}+\ RbCl\longrightarrow \ RbHSO_{4}+\ HCl} }

## Eigenschaften

### Physikalische Eigenschaften
Rubidiumhydrogensulfat ist hygroskopisch. Es kristallisiert im monoklinen Kristallsystem in der Raumgruppe P21/n (Raumgruppen-Nr. 14, Stellung 2) mit den Gitterparametern a = 1440 pm, b = 462,2 pm, c = 1436 pm und β = 118,0°. Die Kristalle sind isomorph zu den Kristallen von Ammoniumhydrogensulfat.
Die Standardbildungsenthalpie von Rubidiumhydrogensulfat beträgt −1166 kJ/mol. Die Lösungswärme beträgt −15,62 kJ/mol.

### Chemische Eigenschaften
Beim Glühen geht Rubidiumhydrogensulfat unter Wasserabspaltung in Rubidiumdisulfat über.
{\displaystyle \mathrm {2\ RbHSO_{4}\longrightarrow Rb_{2}S_{2}O_{7}+H_{2}O} }
Analog zu Kalium und Caesium existiert auch ein höheres Hydrogensulfat des Rubidiums mit der Formel Rb3H(SO4)2.